# James Remar
James Remar (Boston, 31 de dezembro de 1953) é um ator e dublador americano. Ele apareceu em pelo menos 98 projetos de mídia diferentes, incluindo filmes, jogos, vídeos e espetáculos de TV. É conhecido por interpretar o personagem Ajax em Warriors - Os Selvagens da Noite e Raiden, deus do trovão em Mortal Kombat 2: A Aniquilação. Interpretou Harry Morgan, pai do protagonista Dexter Morgan no seriado Dexter, interpretou também Jack Duff, em Milagre na Rua 34.

## Filmografia
- Black Lightning - Peter Gambi
- Gotham (2017) - Frank Gordon
- The Shannara Chronicles (2016) - Cephalo
- Django Unchained (2013)
- Human Target (2011) (TV)
- Transformers: Prime (2011)
- Private Practice (2010)
- Red (2010)
- Gun (2010)
- The Vampire Diaries (2010) (TV) - Giuseppe Salvatore
- FlashForward (2010) (TV)
- Numb3rs (2010) (TV)
- Batman: L'Alliance des héros (2009-2010) (TV)
- Ben 10: Alien Force (2009-2010) (TV)
- Alma Perdida (2009)
- The Christmas Hope (2009) (TV)
- Segurando as Pontas (2008)
- Ratatouille (2007)
- Dexter (2006-2013) - Harry Morgan
- O Clube de Sobreviventes (2004)
- Ike - O Dia D (2004)
- Meltdown - Pesadelo Americano (2004)
- Show de Vizinha (2004)
- Blade - Trinity (2004)
- Fuga Alucinante (2003)
- Medo X (2003)
- + Velozes + Furiosos (2003)
- Duplex (2003)
- Sex and the City (2002)
- Revelação (2000)
- Hellraiser: Inferno (2000)
- Anjo da Morte (2000)
- Inferno (1998)
- Psicose (1998)
- Mortal Kombat - A Aniquilação (1997) - Raiden
- Desafio Mortal (1996)
- O Fantasma (1996)
- Somente Elas (1995)
- O Juiz (1995)
- Milagre na Rua 34 (1994)
- Blink - Num Piscar de Olhos (1994)
- Distração Fatal (1993)
- Aliança Mortal (1991)
- Caninos Brancos (1991)
- Contos da Escuridão (1990)
- Drugstore Cowboy (1989)
- De Médico e Louco Todo Mundo Tem um Pouco (1989)
- Assassinato Brutal (1986)
- A Tribo da Caverna Dos Ursos (1986)
- A Quadrilha da Mão (1986)
- Cotton Club (1984)
- Cavalgada Dos Proscritos (1980)
- Os Selvagens da Noite (1979)